# Eisschlamm
Eisschlamm, aufgrund manchmal fehlerhafter Übersetzungen des englischen Begriffes Grease Ice auch als Grieseis oder Eisgries bekannt, ist eine zu Beginn der Gefrierungsphase eines Gewässers aus kristallinem Eis entstehende, extrem brüchige und trübe Eisschicht, die teilweise noch keinen festen Zusammenhalt hat. 
Die Eisschlammplatten verwachsen bei ruhigen Bedingungen zu Nilas, wobei die Kristalle lang und nadelförmig werden, bei windigen Verhältnissen bildet sich Pfannkucheneis.